# Distretto di Kodagu
Il distretto di Kodagu (vecchio nome inglese: Coorg) è un distretto del Karnataka, in India, di 545 322 abitanti. È situato nella divisione di Mysore e il suo capoluogo è Madikeri.

## Storia
Il distretto è stato sede di un regno retto nel corso della storia da varie dinastie: Hoysala (XI-XIV secolo), Regno di Vijayanagar, Chengalva, Regno di Mysore (XVII-XIX secolo). Nel 1834 fu annesso dai britannici e trasformata in provincia nota col nome anglicizzato di Coorg. Dopo l'indipendenza dell'India, il Coorg fu costituito in stato di categoria C e nel 1952 ottenne una rappresentanza alla Rajya Sabha nella persona di Chepudira Muthana Poonacha, già rappresentante del Coorg all'Assemblea costituente dell'India; nel 1956, con la riorganizzazione degli stati federati, il Coorg, ora Kodagu, fu incorporato nel Karnataka come distretto.